# Othius angustus
Othius angustus är en skalbaggsart som beskrevs av Stephens 1833. Othius angustus ingår i släktet Othius, och familjen kortvingar. Arten är reproducerande i Sverige.